# ИЖ-43
ИЖ-43 — советское и российское двуствольное охотничье ружьё.

## История
Разработка новой модели двуствольного ружья на замену ИЖ-58 и его модификаций началась в 1980е годы. Предсерийные образцы ружей были представлены на выставке-продаже охотничьего оружия, проходившей 11-15 октября 1985 года в Доме культуры и техники Иркутского завода тяжёлого машиностроения им. В. В. Куйбышева, с 1986 года началось серийное производство ИЖ-43 и ИЖ-43Е.
Также, в 1986 году ружьё ИЖ-43М было награждено Золотой медалью Лейпцигской ярмарки.
С 1987 до февраля 1990 года цена одного стандартного серийного ружья ИЖ-43 составляла 175 рублей, цена ИЖ-43 в штучном исполнении могла составлять до 385 рублей.
18-24 января 1990 года на выставке "КОНСУМЭКСПО-1990" в Москве была представлена версия ружья ИЖ-27 со сменными дульными насадками (предложенными также для ИЖ-18М и ИЖ-43).
В январе 2004 года Ижевский механический завод подписал контракт с американской оружейной компанией "Remington Arms", в соответствии с которым изготовленные заводом ружья закупались для продажи в США. Ружья ИЖ-43 продавались в США под наименованием Remington Spartan 220, а ружья ИЖ-43-1С - под наименованием Remington Spartan 210.
В 2007 году Ижевским механическим заводом был представлен разработанный на основе конструкции ружья ИЖ-43 двуствольный травматический пистолет MP-341 "Хауда" под патрон .12/35 мм с резиновой пулей, однако в соответствии с криминалистическими требованиями МВД РФ к гражданскому оружию самообороны его детали не являются взаимозаменяемыми с ИЖ-43.
В сентябре 2008 года руководство завода приняло решение о переименовании всех ранее выпускавшихся моделей огнестрельного оружия на новую аббревиатуру "Mechanical Plant", после чего ИЖ-43 было переименовано в MP-43.

## Описание

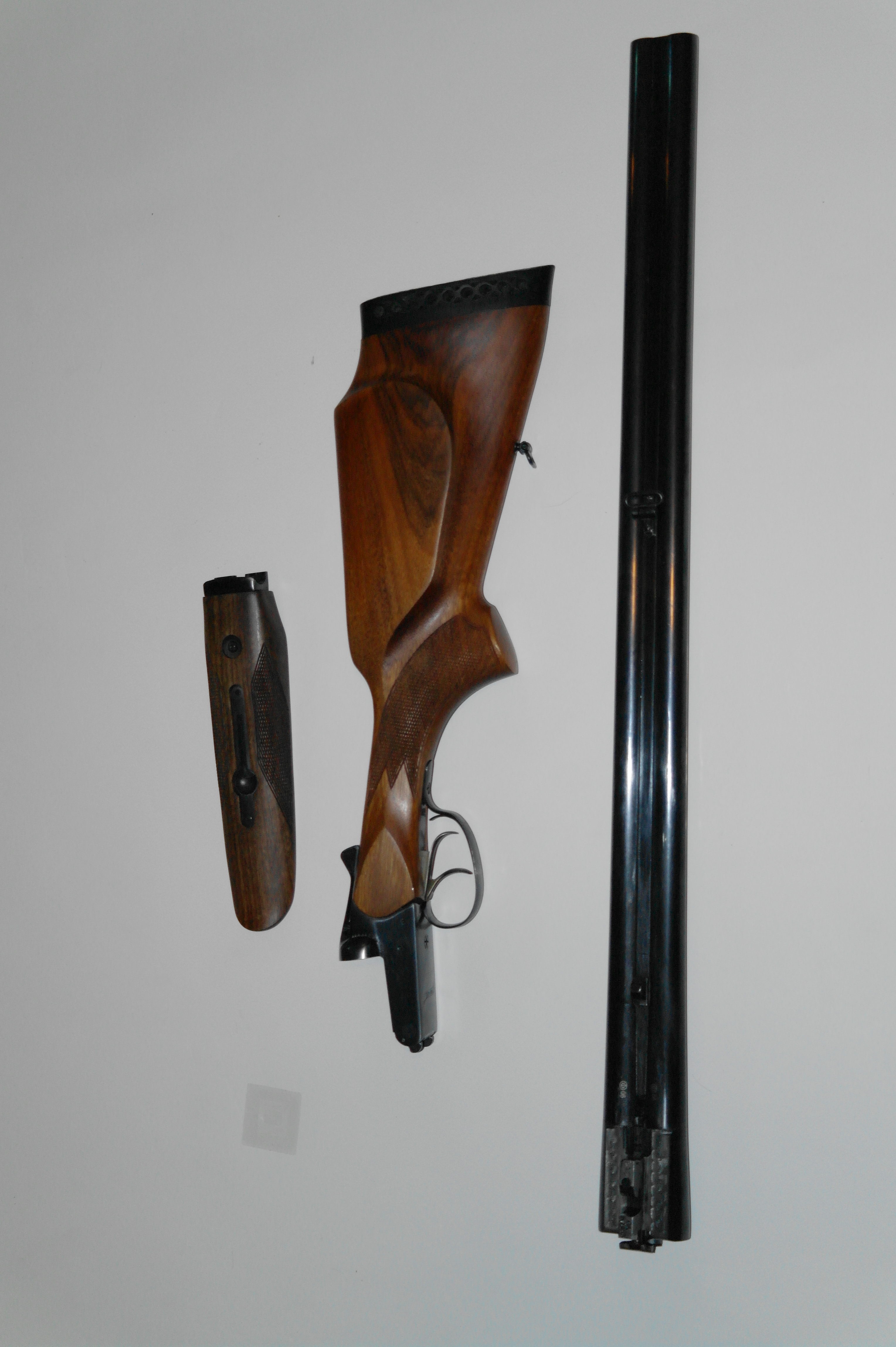
Разобранное ИЖ-43Е 12/70

Представляет собой внутрикурковое двуствольное ружьё с горизонтальным расположением стволов. Стволы съёмные, соединены нижней и прицельной планками, а в казённой части - соединительной муфтой.
- дульное сужение правого ствола - 0,5 мм (получок)[3]
- дульное сужение левого ствола - 1 мм (полный чок)[3]

Запирание стволов двойное: надвижением запорной планки на два нижних запорных крюка.
Курки имеют отбой и предохранительные взводы. Боевые пружины винтовые, их сжатие и постановка курков на боевой взвод происходят при открывании стволов.
Спусковой механизм смонтирован на отдельной личинке с двумя автономными спусковыми крючками, имеющими отверстие под ось.
Предохранитель автоматический, он запирает шептала и спусковые крючки. Возможен безударный плавный спуск курков с боевого взвода на предохранительный (для этого при полностью открытых стволах надо перевести кнопку предохранителя на хвостовике коробки в переднее положение указательным пальцем, средним нажать одновременно на оба спусковых крючка и закрыть ружьё).
Приклад и цевьё изготавливают из берёзы, бука или ореха. Цевьё отъёмное, закреплено на стойке шарнира защёлкой рычажного типа. Ложа прямая или пистолетная, приклад с пластмассовым затыльником или с резиновым затыльником-амортизатором.
По данным конструктора В. Загребина, ресурс ружья составляет не менее 15 000 выстрелов.

## Варианты и модификации
- ИЖ-43 - первая модель[3], разработана на основе конструкции ИЖ-58МА[1]
- ИЖ-43Е - вариант ИЖ-43 с эжектором[3], разработан на основе конструкции ИЖ-58МАЕ
- ИЖ-43М[4]
- ИЖ-43ЕМ - вариант ИЖ-43М с эжектором[4]
- ИЖ-43-1С - вариант ИЖ-43 с изменённым ударно-спусковым механизмом (с одним спусковым крючком)[6]
- ИЖ-43Е1СМ[1]
- ИЖ-43КН - вариант ИЖ-43 с наружными курками[1]

Все модификации изготавливают в серийном, штучном и экспортном исполнении. Оружие в экспортном исполнении имеет маркировку на английском языке.